# 羽前前波駅
羽前前波駅（うぜんぜんなみえき）は、山形県新庄市大字升形字前波にある、東日本旅客鉄道（JR東日本）陸羽西線の駅である。
陸羽西線は2022年（令和4年）5月より列車の運行を休止、バス代行を行っており、当駅も休止駅となっている。代行バスについては「陸羽西線#バス代行輸送」を参照。

## 歴史
- 1966年（昭和41年）9月1日：日本国有鉄道（国鉄）陸羽西線升形 - 津谷間に新設開業[4]。工業団地の最寄り駅として開設された。旅客のみを取り扱う駅員無配置駅[5]。
- 1987年（昭和62年）4月1日：国鉄分割民営化により、JR東日本の駅となる[4]。
- 2022年（令和4年）5月14日：地域高規格道路新庄酒田道路を構成する高屋道路の（仮称）高屋トンネル建設関連工事に伴う陸羽西線の列車運行休止に伴い、鉄道駅としての営業を休止する[3]。代行バスのりばは県道34号沿いに設置[3][6]。
- 2024年（令和6年）10月1日：えきねっとQチケのサービスを開始[1][7]。

## 駅構造
盛土上に単式ホーム1面1線を有する地上駅である。
新庄統括センター（新庄駅）管理の無人駅で、ホーム上に待合室が設置されている。

## 利用状況
「山形県の鉄道輸送」によると、2000年度（平成12年度）- 2004年度（平成16年度）の1日平均乗車人員の推移は以下のとおりであった。
| 乗車人員推移       | 乗車人員推移     | 乗車人員推移 |
| 年度               | 1日平均 乗車人員 | 出典         |
| ------------------ | ---------------- | ------------ |
| 2000年（平成12年） | 19               | [ 8 ]        |
| 2001年（平成13年） | 23               | [ 8 ]        |
| 2002年（平成14年） | 26               | [ 8 ]        |
| 2003年（平成15年） | 18               | [ 8 ]        |
| 2004年（平成16年） | 13               | [ 8 ]        |

## 駅周辺
駅周辺は田が広がり、住宅は見られない。
- 山形県道34号新庄戸沢線

## 隣の駅
東日本旅客鉄道（JR東日本）
■陸羽西線
升形駅 - 羽前前波駅 - 津谷駅